# Spader (kortspel)
Den här artikeln handlar om kortspelet spader. Spader (symbol:  ♠) är även en av de fyra färgerna i den vanliga fransk-engelska kortleken.
För det av Penninglotteriet anordnade spelet, se Spader (spel).
Spader är ett kortspel för fyra deltagare som spelar ihop parvis, och som går ut på att ta hem det antal stick som bjudits. Kännetecknande för spelet, som är en amerikansk kortuppfinning och troligen härrör från 1930-talet, är att spader är permanent trumffärg.
Spelet inleds med en budgivning, där varje par ska avge ett gemensamt bud, som anger det antal stick som paret tror sig kunna ta. Ett par som vinner minst lika många stick som budet innebär får 10 poäng per bjudet stick + 1 poäng för varje överstick, det vill säga hemtaget stick därutöver. Om en sida tar för få stick kostar detta 10 minuspoäng för varje stick under det bjudna antalet, alternativt 10 minuspoäng per bjudet stick. Det går att bjuda noll stick; ett lyckat sådant bud ger 50, alternativt 100, poäng och ett misslyckat samma antal minuspoäng.
Båda sidor kan ta poäng i en och samma giv. För att motverka att buden blir för låga finns en regel som säger att ett par som efter ett antal givar kommit upp i sammanlagt tio överstick straffas med 100 minuspoäng.
Den sida som först kommit upp i 500 poäng eller mer vinner spelet.

## Variant
I varianten jokerspader används två jokrar, som räknas som de två högsta korten i spadersviten. Eftersom en av jokrarna är högre rankad än den andra, krävs att jokrarna har olika utseenden. 